# セント・ヘレンズ (マージーサイド)
セント・ヘレンズ (St Helens) は、イングランド・マージーサイドにあるタウンである。行政上は大都市バラのセント・ヘレンズに属し、その中心部分を占めている。2001年の国勢調査によるタウンの人口は102,629人、周辺のエリアを含めた大都市バラのセント・ヘレンズの人口は176,843人であった。タウンが大都市バラに組み入れられたのは1868年であった。
18、19世紀の産業革命において、エリアは急速に発展し、炭鉱、ガラス加工業の重要な中心地となった。この時期、綿織物、リネン産業の中心地でもあり、19世紀中頃まで続いた。更には、塩業、石灰坑、銅精錬業、ビール醸造業も盛んであった。
多くの産業は衰退したり、時代遅れになったり、資源が枯渇したりしたが、ガラス産業において、世界有数のメーカーであるピルキントンは、セント・ヘレンズに本社を持ち、現在でも多くの雇用を産み出している。また以前、セント・ヘレンズには、世界有数の製薬メーカーのグラクソ・スミスクラインの前身となるビーチャム・グループの本社もあった。

## スポーツ

### ラグビーリーグ

#### プロ
セント・ヘレンズは1873年に創設されたセント・ヘレンズRFC（愛称はセインツ Saints）のホームである。クラブは1890年からノーズリー・ロードでホームゲームをプレーしたが、2012年に新築されたトータリー・ウィキッド・スタジアムに移転した。

#### アマチュア
タウンは数多くのアマチュアラグビーリーグチーム（シニア、ユース）のホームでもある。これらのチームの中で著名なのはブラックブルックARLFC、Bold Miners、Clock Face Miners、Haresfinch Hawks、Haydock Warriors、ピルキントン・レックス、タット・ヒース・クルセイダーズなどである。
地域のほとんどのアマチュアチームはBARLAノースウェスト・カウンティーズ競技会でプレーしている。

### ラグビーユニオン

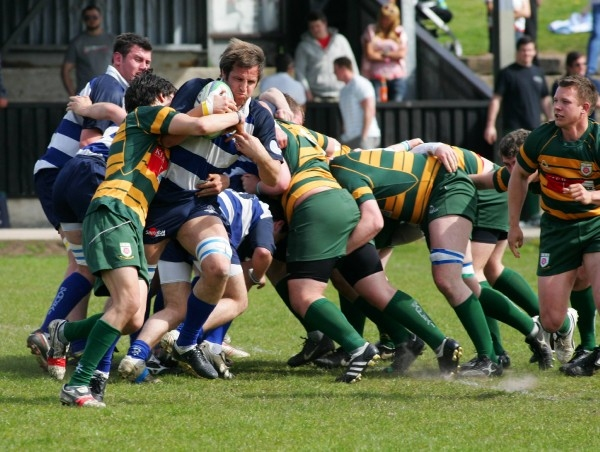
ウェスト・パーク（緑）

セント・ヘレンズはいくつかのアマチュアラグビーユニオンチームのホームである。リヴァプール・セント・ヘレンズFCが、ラグビーリーグが優先するこのタウンで最も目立ったユニオンチームである。このチームは、1857年に結成されたリヴァプール・フットボール・クラブ（同名の後のサッカーチームと混同しないこと）をその起源とすることに基づいて「世界最古のオープンラグビークラブ」と主張している。

### サッカー
セント・ヘレンズ・タウンFCはアマチュアサッカークラブであり、現在ノースウェスト・カウンティーズ・フットボール・リーグのディビジョン1（10部リーグ）でプレーしている。
セント・ヘレンズ・タウンFCは1986-87シーズンのFAヴェイスでは決勝進出し、ウェンブリー・スタジアムで行われた決勝戦ではウォリントン・タウンを3対2で破り優勝を果たした。

### クリケット
セント・ヘレンズはいくつかのアマチュアクリケットチームのホームである。セント・ヘレンズ・クリケット・クラブ（1843年創設）とセント・ヘレンズ・レクリエーション・クリケット・クラブが最も顕著である。

### その他のスポーツ
以前はアマチュアアメリカンフットボールチーム、セント・ヘレンズ・カーディナルズのホームだった。カーディナルズは1984年から1998年まで活動していた。
グレイハウンド・レーシングが2会場で開催されていた（1923年-1993年はセント・ヘレンズ・グレイハウンド・レーシング・アンド・スポーツ・スタジアム、1993年から2001年はホートン・ロード…スタジアムのピッチ周り）。

## 出身人物
- エマ・リグビー - 女優
- ジェフ・デューク - オートバイレーサー
- デヴィッド・イェーツ - 映画監督
- トーマス・ビーチャム - 指揮者
- ビル・フォルケス - サッカー選手
- ロドニー・ロバート・ポーター - 生化学者
- コナー・コーディ-エヴァトニアン

## 姉妹都市
- フランス シャロン＝シュル＝ソーヌ
- ドイツ シュトゥットガルト